# چزار بالبو
چزار بالبو، کونته دی وینادیو (۲۱ نوامبر ۱۷۸۹ – ۳ ژوئن ۱۸۵۳)، نویسنده و دولتمرد ایتالیایی بود.

## زندگی‌نامه
بالبو در ۲۱ نوامبر ۱۷۸۹ در تورین به دنیا آمد. از سال ۱۸۰۸ تا ۱۸۱۴ بالبو در پست‌های مختلف تحت امپراتوری ناپلئون در فلورانس، رم، پاریس و ایلیریا خدمت کرد. با سقوط ناپلئون به خدمت کشور مادری خود درآمد. زمانی که پدرش به عنوان وزیر کشور منصوب شد، وارد ارتش شد و مأموریت‌های سیاسی در پاریس و لندن را بر عهده گرفت. با وقوع انقلاب ۱۸۲۱، اینکه خود را همدرد با آن نشان می‌داد ولی با آن مخالفت کرد، و اگرچه مدت زیادی از بازگشت به پیه‌مونته نگذشته بود، اما از خدمات عمومی محروم شد.
با اکراه و با تلاش‌های مکرر برای به دست آوردن مقامی، خود را وقف ادبیات کرد، زیرا تنها راه باقی مانده برای تأثیرگذاری بر سرنوشت کشورش بود. هدف بزرگ تلاش‌های او کمک به استقلال ایتالیا از کنترل خارجی بود. او هیچ انتظار و آرزویی برای وحدت واقعی ایتالیا نداشت، اما به خاندان ساووی وفادار بود، خاندانی که پیش‌بینی می‌کرد سرنوشت ایتالیا را تغییر خواهد داد. کنفدراسیونی از ایالت‌های جداگانه، نه تحت سلطه پاپ مانند جیوبرتی، بلکه به رهبری پیدمونت، آرمان واقعی بالبو بود. اما جیوبرتی، در کتاب «پریماتو»، به نظر او از اولین اصل استقلال غافل شده بود، که بر این اساس آن را در «اسپرانزه یا امیدهای ایتالیا» خود القا کرد، که در آن پیشنهاد می‌کند اتریش باید در بالکان به دنبال جبران خسارت از دست دادن اجتناب‌ناپذیر استان‌های ایتالیایی خود باشد. بالبو معتقد بود که دستگاه پاپ می‌تواند به دشمن یک ایتالیای بزرگ و متحد تبدیل شود (همانطور که در واقع سال‌ها چنین شد). آمادگی، شوخی‌های نظامی و اخلاقی، هوشیاری و صبر، مضمون همیشگی او بودند.
او نه خواهان انقلاب، بلکه خواهان اصلاحات بود؛ و بدین ترتیب رهبر یک حزب میانه‌رو و مخالف سرسخت نه تنها استبداد، بلکه دموکراسی شد. سرانجام در سال ۱۸۴۸ امیدهای او تا حدودی با قانون اساسی اعطا شده توسط پادشاه، معروف به قانون اساسی آلبرتینو، برآورده شد. او به عضویت کمیسیون قانون انتخابات منصوب شد و اولین نخست وزیر مشروطه پیه‌مونته شد، اما تنها چند ماه در این سمت باقی ماند. با وزارت دازلیو، که اندکی پس از آن به قدرت رسید، روابط دوستانه‌ای داشت و قلمش تا زمان مرگش در ۳ ژوئن ۱۸۵۳ به دفاع فعال از اصول سیاسی‌اش ادامه داد.